# Pietro Chiappini
Pietro Chiappini (Spianate, Toscana, 27 de junio de 1915-Roma, 14 de enero de 1988) fue un ciclista italiano que fue profesional entre 1936 y 1946. Sus principales éxitos deportivos fueron las victorias a los Tres Valles Varesinos el 1935, una etapa al Giro de Italia y la Milà-Turín el 1941 y 1942.

## Palmarés
- 1935
  - 1º en la Copa del Re
  - 1º en la Coppa Caivano
  - 1º en Tres Valles Varesinos
- 1936
  - 1º en el Giro del Casentino
  - Vencedor de una etapa al Giro de las Cuatro Provincias
- 1937
  - 1º en el Circuito del Valle de Liri
- 1939
  - Vencedor de una etapa al Giro de Italia
- 1941
  - 1º en la Milán-Turín
- 1942
  - 1º en la Milán-Turín

### Resultados al Giro de Italia
- 1938. 43.º de la clasificación general. Vencedor de una etapa
- 1938. 49.º de la clasificación general
- 1938. 44.º de la clasificación general
- 1938. Abandona